# Ptahhotep
Ptahhotep (ok. 2400 r. p.n.e.) – wezyr władcy starożytnego Egiptu Dżedkare z V dynastii, pisarz i filozof, tradycyjnie uznawany za autora Maksym. Synem jego był Achtihotep, piastujący również urząd wezyra po ojcu, wnukiem – Ptahhotep Czefi.

## Twórczość
Maksymy są zbiorem nauk, pouczeń i wskazówek oraz zwykłych porad życiowych. Treść ich jest znana z Papirus Prisse, obecnie znajdującego się w Bibliotece Narodowej Francji w Paryżu, oraz 9 innych rękopisów. Najstarsze odpisy pochodzą z czasów Średniego Państwa – wiemy, że treść cytowano już za XII dynastii. Tekst ten był przedmiotem nauczania w szkołach pisarzy jeszcze za XX dynastii.

## Kontrowersje wokół autorstwa
Istnieją kontrowersje co do autorstwa dzieła. Niektórzy uważają, że to sam wezyr był ich autorem (Kwiatkowski), inni twierdzą, że był nim wnuk wezyra mający to samo imię, Ptahhotep Czefi, który żył jeszcze za czasów Unisa. Są opinie, że autorem był ktoś całkiem inny, lecz autorstwo później przypisano Ptahhotepowi, gdyż to on był symbolem strażnika istniejącego porządku i reprezentantem warstwy wyższych urzędników państwowych (Grimal).

## Miejsce pochówku
Ptahhotep został pochowany samotnie w mastabie w Sakkarze, na północ od piramidy Dżesera.